# Microdonacia
Microdonacia là một chi bọ cánh cứng trong họ Chrysomelidae.
Chi này được miêu tả khoa học năm 1893 bởi Blackburn.

## Các loài
Các loài trong chi này gồm:
- Microdonacia bidentata Reid, 1992
- Microdonacia eucryphiae Reid, 1992
- Microdonacia grevilleae Reid, 1992
- Microdonacia incurva Reid, 1992
- Microdonacia octodentata Reid, 1992
- Microdonacia pilosa Reid, 1992
- Microdonacia pomaderris Reid, 1992